# الإقليم الفلامندي
الإقليم الفلامندي أو الفلمنكي (بالهولندية: Vlaams Gewest أو Vlaanderen) بالمعنى المعاصر فلاندر هي واحدة من الأقاليم الفدرالية الرسمية الثلاث التي تشكل المملكة البلجيكية، إلى جانب الإقليم الوالوني وإقليم بروكسل العاصمة.
يحتل الإقليم الفلامندي الجزء الشمالي من بلجيكا بمساحة 13.522 كم2 أي ما يعادل 44.29 ٪ من مساحة البلاد.

## السياسة
عند تأسيس الإقليم الفلاماني (يُنطق فلاندرن باللغة الهولندية) نقلت جميع الصلاحيات الدستورية لإدارة شؤون الإقليم لسكانه الفلامان. 
بموجب هذا الانتقال يتوفر الإقليم على برلمان خاص وحكومة خاصة أسوة بالأقاليم البلجيكية الأخرى. وهي تمثل مجموع الشعب الفلاماني في بلجيكا بما ذلك الفلامان الذين يقطنون العاصمة بروكسل، ولكن أعضاء البرلمان الفلاماني القادمين من بروكسل لا يحق لهم التصويت بما يتعلق شؤون الإقليم الفلاماني الخاصة.
لفهم هذا الشأن يتوجب فهم التقسيم الإداري للمملكة البلجيكية. فبلجيكا تنقسم إلى ثلاث حكومات جمهوية: فلاندرن (الشمال)، والونيا (الجنوب) و العاصمة بروكسل ذات الوضع المخضرم والتي تحيط بها جهة فلاندرن من كل النواحي. هذه الحكومات الجهوية لها صلاحيات تقرير حول التجهيز (الطرق،...) الاقتصاد، الصحة...
إلى ذلك ينضاف أن بلجيكا تنقسم إلى ثلاث حكومات طائفية (على أساس لغوي) وهي: حكومة الطائفة الفرنسية (تضم والونيا وبروكسل)، حكومة الطائفة الهولندية (تضم الفلاندر وبروكسل) وحكومة الطائفة الألمانية وتضم الأقاليم الشرقية بمحاذاة ألمانيا .

## اللغة
اللغة الرسمية للإقليم هي الهولندية وهي اللغة التي يتكلمها الفلامند بشكل عام، كما أن اللغة الفرنسية تستعمل أيضا لأغراض إدارية معينة لا سيما حول العاصمة بروكسل وفي البلديات المتاخمة للإقليم الوالوني.

## أهم المدن
- أنتويرب Antwerp 466,484
- جينت Gent 234,602
- بروج Brugge 116,500
- لوفان Leuven 95,232
- ميخلن Mechelen 78,480
- آلست Aalst 78,184
- كورترايك Kortrijk 73,376
- أوستند Ostend 69,845
- هاسلت Hasselt 69,455
- سانت نيكلاس Sint-Niklaas 69,277
- جينك Genk Roeselare 64,071
- روسيلار Roeselare 56,797

## التقسيمات الإدارية
الإقليم الفلامندي يشتمل على خمس ولايات أو مقاطعات، وهي تتضمن بدورها 308 بلدية، وهذه المقاطعات هي:
1. أنتوارب
2. ليمبورغ
3. فلاندر الشرقية
4. برابنت الفلامندية.
5. فلاندر الغربية

## وصلات خارجية
- الموقع الرسمي